# Burg Limbach
Die Burg Limbach ist eine abgegangene staufische Reichsburg auf der Stelle des heutigen Schlossplatzes in Limbach im Neckar-Odenwald-Kreis (Baden-Württemberg), die um 1200 errichtet und 1771 abgerissen wurde.

## Lage
Der Burgstall in Limbach, heute Schlossplatz genannt, ist eine von Gräben umgebene, baumbestandene Fläche rechts gegenüber der Einmündung der Siedlungsstraße Baumgarten in die südwärts aus dem Dorf herausführende Muckentaler Straße.

## Geschichte
Der Ort Limbach entstand im Zuge der fränkischen Kolonisierung am alten Fernweg von Wimpfen nach Amorbach. Zur Zeit der Staufer wurde unterhalb des alten Dorfes eine Burg errichtet und das Dorf vom ursprünglichen Siedlungsplatz oberhalb der Lautzenklinge an die Niederungsburg verlegt. Erstmals urkundlich genannt wurde Limbach mit einem Vogt Konrad von Limbach, der 1283 Besitz in Gundelsheim hatte. 1314 verpfändete König Ludwig der Bayer die Steuer der Reichsleute zu Limbach an den Schenk Eberhard von Erbach, der seit 1310 auch die Dörfer Mudau und Limbach als Würzburger Lehen hatte, seinen Besitz aber nach wenigen Jahren an den Mainzer Erzbischof veräußerte. 1340 wurde die Burg erstmals genannt, als Erzbischof Heinrich von Virneburg den Ritter Ludwig Mönch von Rosenberg als Burgmann in Limbach einsetzte. 1344 folgten die Brüder Heinrich und Hermann Pilgrim oder Bilgerin. Die Burg wurde dabei Heinrichsburg genannt, was auf einen Neu- oder Umbau durch Heinrich von Virneburg schließen lässt. Nach den Pilgrim, die sich von Limbach nannten, folgten 1411 die Brüder Dieter und Kuntz Rüdt von Bödigheim. Erzbischof Berthold von Henneberg verpfändete die Burg mit den Orten Limbach und Scheringen 1482 an Martin von Adelsheim. 1488 löste Wilhelm der Kurze von Bödigheim das Pfand aus.
Im Bauernkrieg 1525 wurde das Schloss gemäß einer Aussage im Prozess gegen Götz von Berlichingen ausgebrannt, doch scheinen die Schäden nicht sehr groß gewesen zu sein, da das Schloss im Folgejahr wieder bewohnt war.
Der Kreis der mit alten Sonderrechten ausgestatteten Königsleute traf sich jährlich am Stephanstag im Schloss und umfasste 1545 85 Personen aus 31 Dörfern. Mit dem erstarkenden Absolutismus gingen die Sonderrechte der Königsleute bis nach dem Dreißigjährigen Krieg verloren. Nach diesem Krieg war das Schloss Verwaltungssitz eines Mainzischen Landhauptmanns. Neben dem dreigeschossigen Hauptbau zählten zum Schloss Wirtschaftsgebäude wie ein Pferdestall und ein Waschhaus, außerhalb der Ummauerung noch eine Scheune und Schweineställe. Im Verlauf des 18. Jahrhunderts übertrug man wohl aus Kostengründen die Limbacher Verwaltung einem Bürgerlichen im Amt des Limbacher Oberschultheißen, wodurch die Burg als Dienstsitz überflüssig wurde und auf Anordnung des Mainzer Erzbischofs Emmerich Joseph 1771 abgerissen wurde.